# Flykten från framtiden
Flykten från framtiden (originaltitel Logan's Run) är en amerikansk science fiction-film från 1976. Den regisserades av Michael Anderson, med filmmanuskript av Zelag Goodman. Filmen är baserad på William F. Nolans och George Clayton Johnsons roman med samma namn. Filmen, där Michael York spelade huvudpersonen "Logan 5", nominerades till två Oscar och vann en special-Oscar för visuella effekter.

## Handling
Filmen beskriver en dystopisk, relativt närliggande framtid. Befolkningsutveckling och resursutnyttjande hålls under kontroll genom att helt enkelt döda alla som fyller 30 år. Människorna bor i en högteknologisk miljö under jorden.
"Logan 5" och "Francis 7" är två sandmän – polismän. Dessa har bland annat till uppgift att hindra folk som försöker rymma från det kontrollerade samhället. De som rymmer gör det till Sanctuary ('Fristaden', 'Helgedomen') ute i det fria.
Alla invånare dödas när de är 30 år gamla i "Karusellen", även om detta döljs av en myt som säger att alla samtidigt  "återföds". Varje persons ålder visas av en lysdiod i handflatan.
Logan 5 som är 26 år får i uppdrag av den dator som styr staden att söka reda på Sanctuary och förstöra det. För att göra detta måste han agera som en rymmare och för att göra detta trovärdigt ändras hans ålder till 29 år.
Till sin hjälp får han Jessica 6. Med hjälp av ledtrådar som datorn gett har han kommit fram till att hon är en blivande rymmare. 

## Skillnader mellan boken och filmen
- I boken dör invånarna när de är 21 år, medan de i filmen dör när de blir 30.
- I boken bestämmer sig Logan 5 själv att leta reda på Sanctuary, medan han i filmen instrueras av en dator.

## Rollista
- Michael York - Logan 5
- Jenny Agutter – Jessica 6
- Richard Jordan – Francis 7
- Farrah Fawcett – Holly 13
- Peter Ustinov – Gammal man
- Roscoe Lee – Box
- Michael Anderson Jr. – Doc

I titelrollen som "Logan 5" syntes Michael York, som under 1970-talet figurerade som stilig äventyrare i filmer som De tre musketörerna och De fyra musketörerna. I 1977 års Glöm inte kamelerna gjorde han även en parodi på sin egen hjältekaraktär. Patoset och grubbleriet från Flykten från framtidens "Logan 5" återkom även i hans rollfigurer i Jesus från Nasaret (som Johannes Döparen i TV-serien från 1977) och Vendredi ou la vie sauvage (som Robinson Kruse i TV-filmen efter Michel Tourniers roman).
I andra viktigare roller syntes Jenny Agutter i rollen som "Jessica 6", Richard Jordan som "Francis 7" och Peter Ustinov som en gammal kattägande man ute i "verkligheten". Farrah Fawcett deltog i en mindre roll.

## Produktion och mottagande
Flykten från framtiden kostade cirka 9 miljoner US-dollar att spela in och drog in 25 miljoner dollar brutto. Filmen spelades huvudsakligen in i Dallasområdet mellan juni och september 1975. Den var även den första som använde sig av Dolby Stereo på 70mm-film.
Filmen nominerades till Oscar för bästa foto och bästa dekor. Den vann även en special-Oscar för visuella effekter.Dessutom fick den motta sex stycken Saturn Awards, inklusive den för bästa science fiction-film. 

## Uppföljare och nya versioner
1977 producerades en kortlivad 14 avsnitt lång TV-serie baserad på samma koncept. Sedan 1994 har Warner Bros umgåtts med planer på att göra en ny version av filmen, liksom ett TV-spel. Dessa sistnämnda projekt verkar dock numera ligga i development hell.

## Bildgalleri

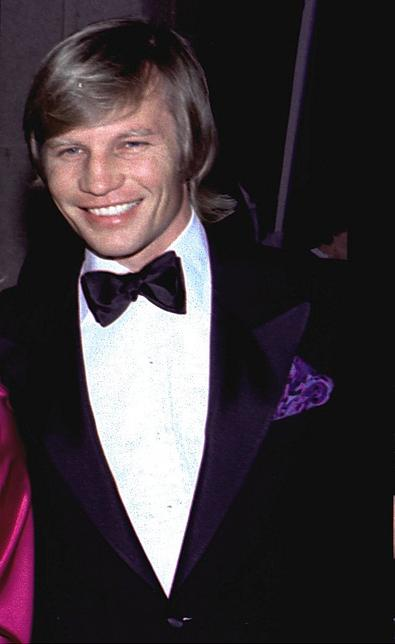
Michael York, titelfiguren "Logan 5".
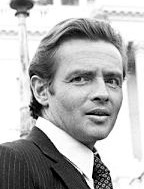
Richard Jordan spelade den mer laglydige "Francis 7".
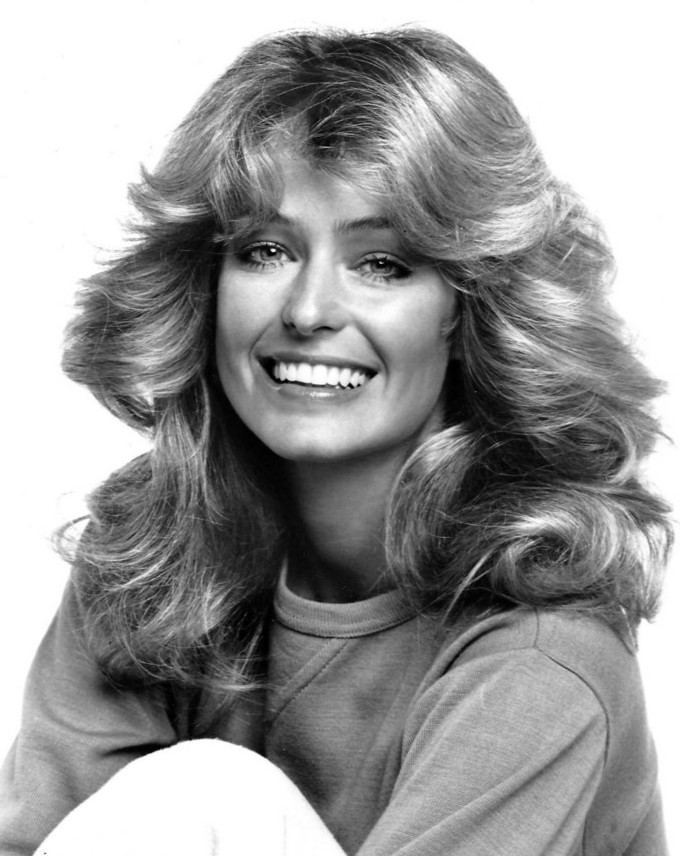
Farrah Fawcetts hårsvall syntes hos "Holly 13".
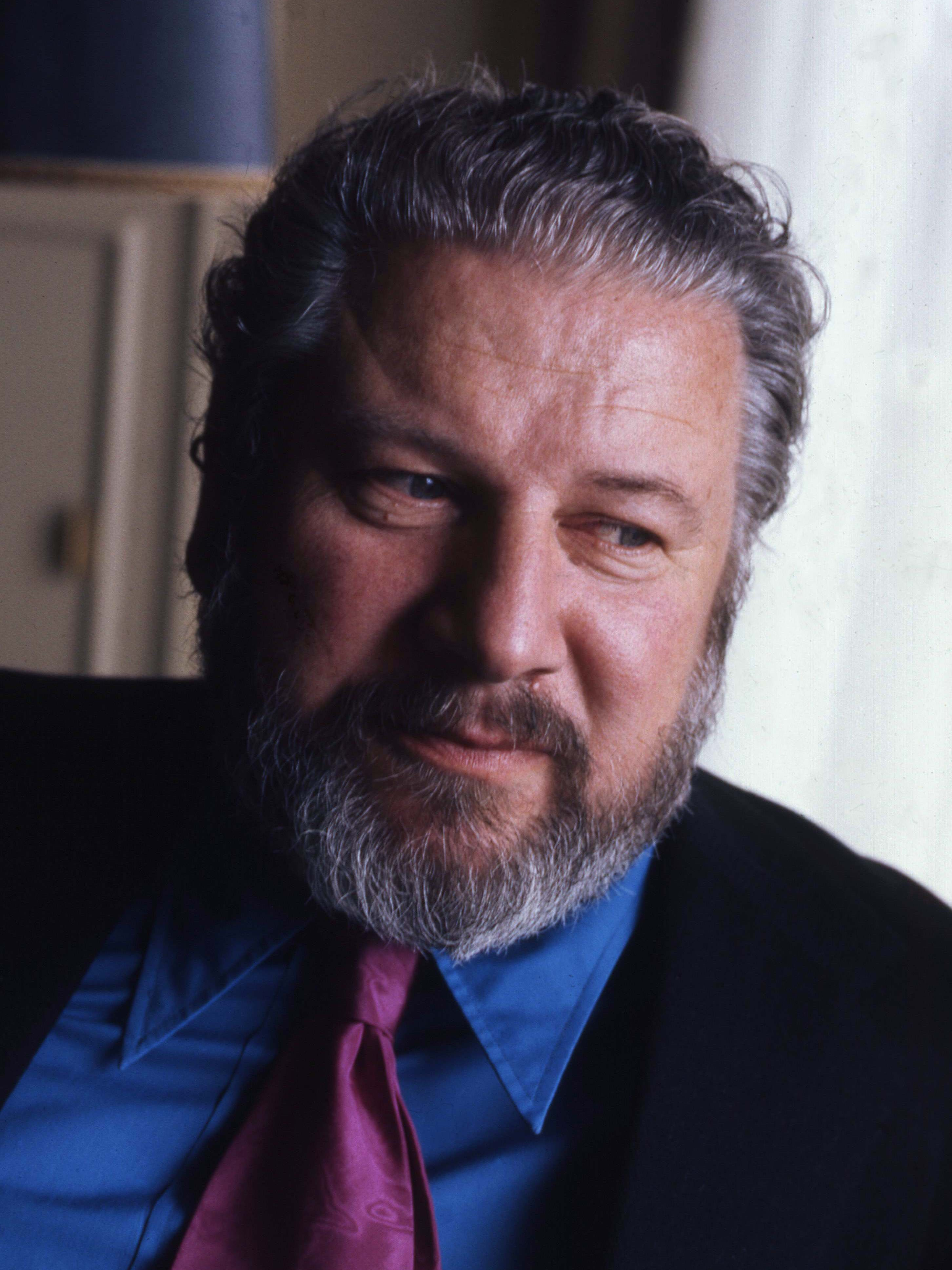
Peter Ustinov spelade äldre kattägare.
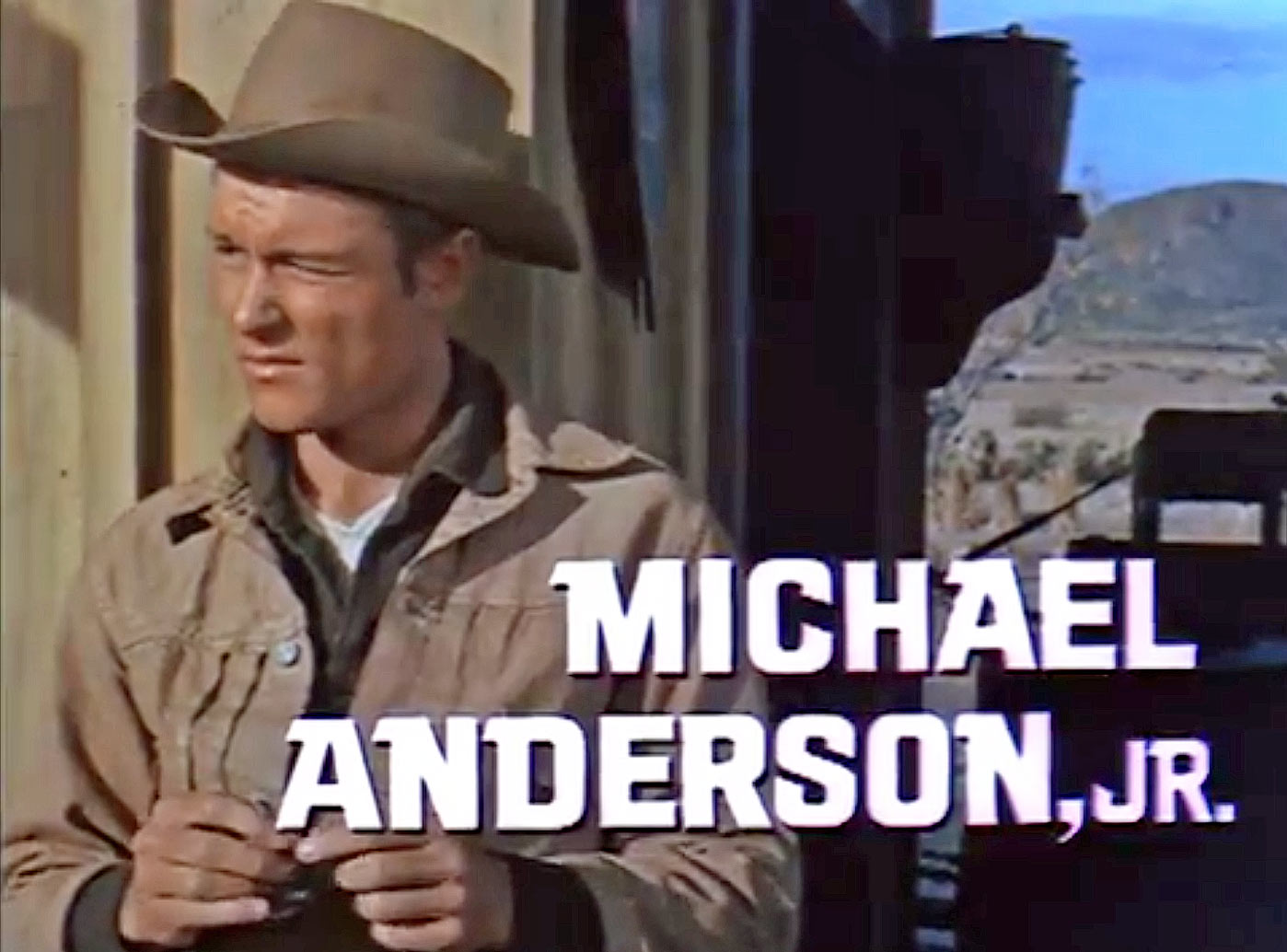
Michael Anderson Jr. spelade "Doc", plastikkirurg.

## Källhänvisningar
1. ↑  ”Arkiverade kopian”. Arkiverad från originalet den 21 oktober 2014. https://web.archive.org/web/20141021130058/http://www.snowcrest.net/fox/logan/location/index.htm. Läst 17 november 2014. Logan's Run filming locations
2. ↑  ”1976”. In70mm.com. 30 augusti 2010. Arkiverad från originalet den 27 september 2010. https://web.archive.org/web/20100927080403/http://www.in70mm.com/library/blow_up/year/1976.htm. Läst 13 oktober 2010.
3. ↑  "Awards". IMDbPro. Läst 17 november 2014. (engelska)